# Jugoslavia
La Jugoslavia o Iugoslavia  (AFI: /juɡoˈzlavja/; in croato e in sloveno: Jugoslavija, in serbo e in macedone: Југославија; letteralmente "terra degli slavi del sud") fu un'entità statale che, a più riprese e attraverso diversi assetti istituzionali, amministrò la penisola balcanica occidentale per gran parte del XX secolo.

## Il periodo monarchico

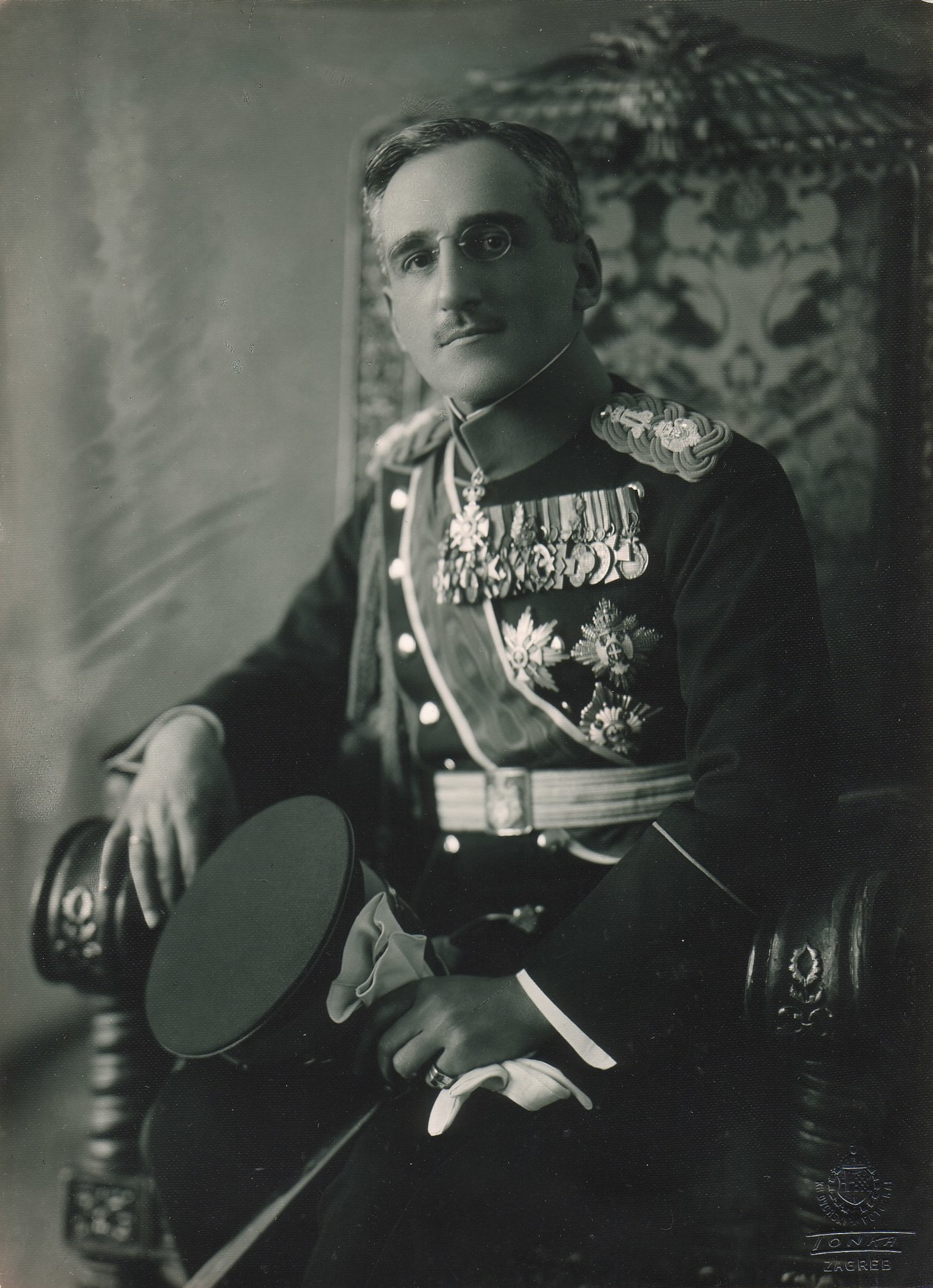
Re Alessandro I

Alla fine della prima guerra mondiale, alcuni politici e intellettuali slavi della Slovenia, della Croazia, della Bosnia ed Erzegovina e della Voivodina, fino ad allora appartenenti all'Impero austro-ungarico, dichiararono l'indipendenza delle loro terre da Vienna e si costituirono in un'entità denominata Stato degli Sloveni, Croati e Serbi, che però non ebbe alcun riconoscimento internazionale. Chiesero, allora, al Regno di Serbia di costruire insieme una nuova realtà statuale, alla quale aderì anche il Regno del Montenegro.
Il 1º dicembre 1918 fu fondato il Regno dei Serbi, Croati e Sloveni.
Il 6 gennaio 1929 il re Alessandro I, con un colpo di Stato, avocò a sé tutti i poteri per sedare i dissidi interni ai diversi partiti politici e ai gruppi etnici, e cambiò il nome del Paese in Regno di Jugoslavia, promuovendo una politica di accentramento amministrativo e culturale e tentando di appiattire le differenze culturali dei popoli che componevano lo Stato.

### Suddivisioni amministrative
Prima del 1929, il regno era suddiviso in contee (o comitati: županije) che ricalcavano confini storici ed erano etnicamente definite.

Con l'istituzione del Regno di Jugoslavia, le 33 contee furono soppresse e sostituite da 9 regioni (banati, in lingua originale al plurale: banovine) che prendevano il nome dai fiumi che le attraversavano e che erano abitate da più gruppi etnici:
1. Banato della Drava, con capitale Lubiana
2. Banato della Sava, con capitale Zagabria
3. Banato del Vrbas, con capitale Banja Luka
4. Banato del Litorale, con capitale Spalato
5. Banato della Drina, con capitale Sarajevo
6. Banato della Zeta, con capitale Cettigne
7. Banato del Danubio, con capitale Novi Sad
8. Banato della Morava, con capitale Niš
9. Banato del Vardar, con capitale Skopje

La città di Belgrado, insieme con Zemun e Pančevo, fu costituita come unità amministrativa separata. A capo di ciascuna banovina era posto un bano, governatore di nomina statale.

## Seconda guerra mondiale

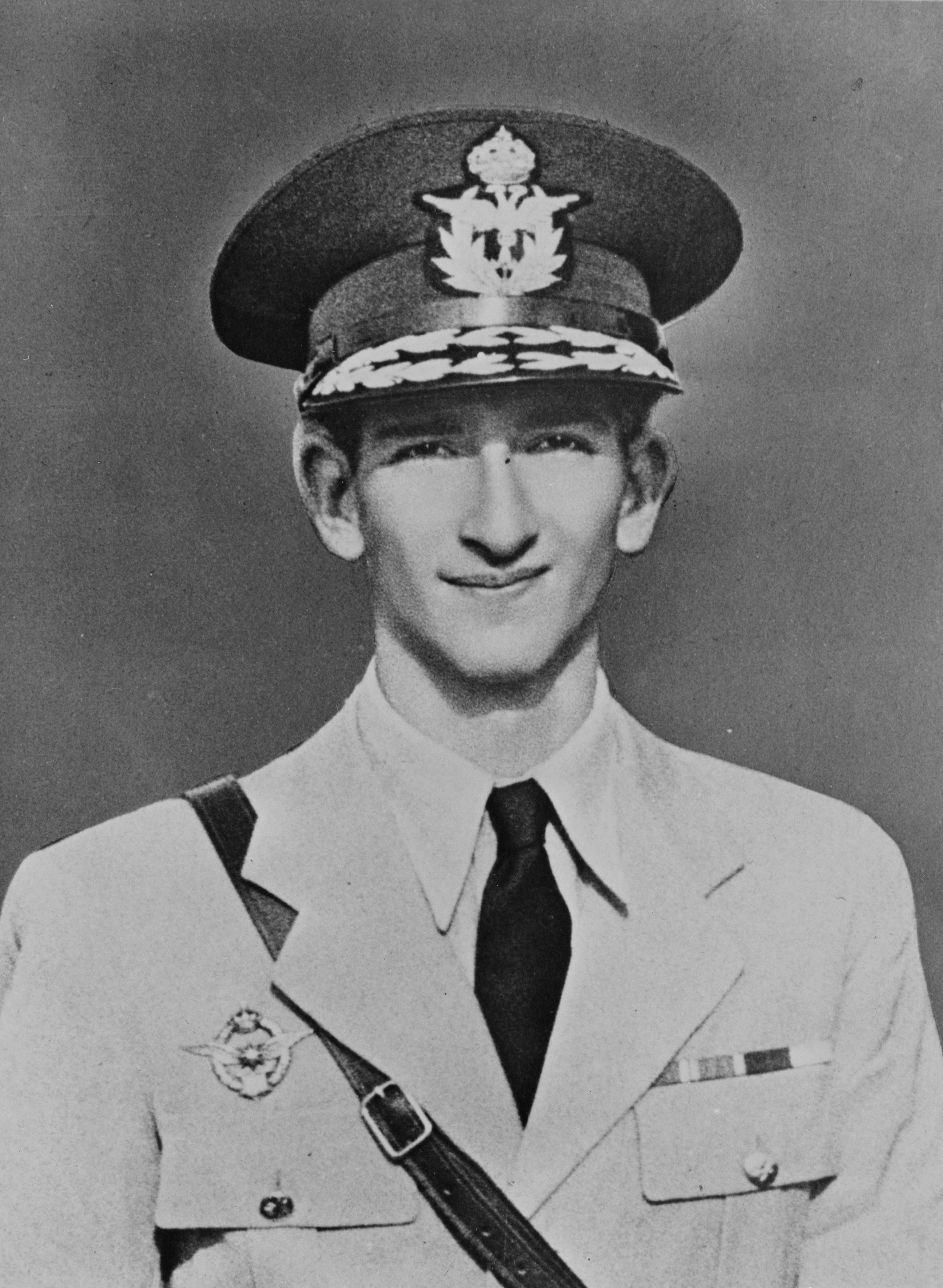
Re Pietro II

Il 25 marzo 1941 il principe reggente Paolo Karađorđević fece aderire la Jugoslavia all'Asse a fianco dell'Italia fascista e della Germania nazista. Per questo l'erede al trono Pietro II, con un colpo di Stato avvenuto due giorni dopo, detronizzò lo zio e assunse la corona, rompendo l'alleanza con le forze dell'Asse. Le forze dell'Asse invasero la Jugoslavia, il cui territorio fu conquistato e parzialmente annesso a Germania, Italia, Ungheria, Albania italiana e Bulgaria; ciò che non fu annesso fu costituito in diversi Stati fantoccio.
Il Regno d'Italia partecipò alle fasi dell'invasione partendo dalle proprie basi in Venezia Giulia e Istria, da Zara, e dall'Albania. A nord era schierata la 2ª Armata (9 divisioni di fanteria, 4 motorizzate e 1 corazzata) sotto il comando del generale Vittorio Ambrosio, con obiettivo Lubiana e la discesa lungo la costa dalmata. A Zara vi era una guarnigione di 9 000 uomini, al comando del generale Emilio Grazioli, che allo scoppio delle ostilità si diresse su Sebenico e Spalato per giungere a Ragusa il 17 aprile; infine dall'Albania vennero impegnate 4 divisioni della 9ª Armata sotto il comando del generale Alessandro Pirzio Biroli.
All'Italia fu annessa la città di Lubiana e la parte meridionale della Banovina della Drava, con cui fu costituita la provincia di Lubiana, e la parte nord-occidentale della Banovina di Croazia, che andò ad ampliare la provincia di Fiume.
Gli Stati fantoccio costituiti dall'Asse furono:
- Stato Indipendente di Croazia, al quale fu annessa anche la Bosnia ed Erzegovina, governato da Ante Pavelić e che aveva come re Aimone di Savoia-Aosta (che assunse il nome di Tomislavo II);
- Governo di salvezza nazionale in Serbia, con a capo Milan Nedić, ma governato direttamente da Berlino;
- Regno del Montenegro, di cui Vittorio Emanuele III d'Italia assunse la corona.

## Il periodo socialista

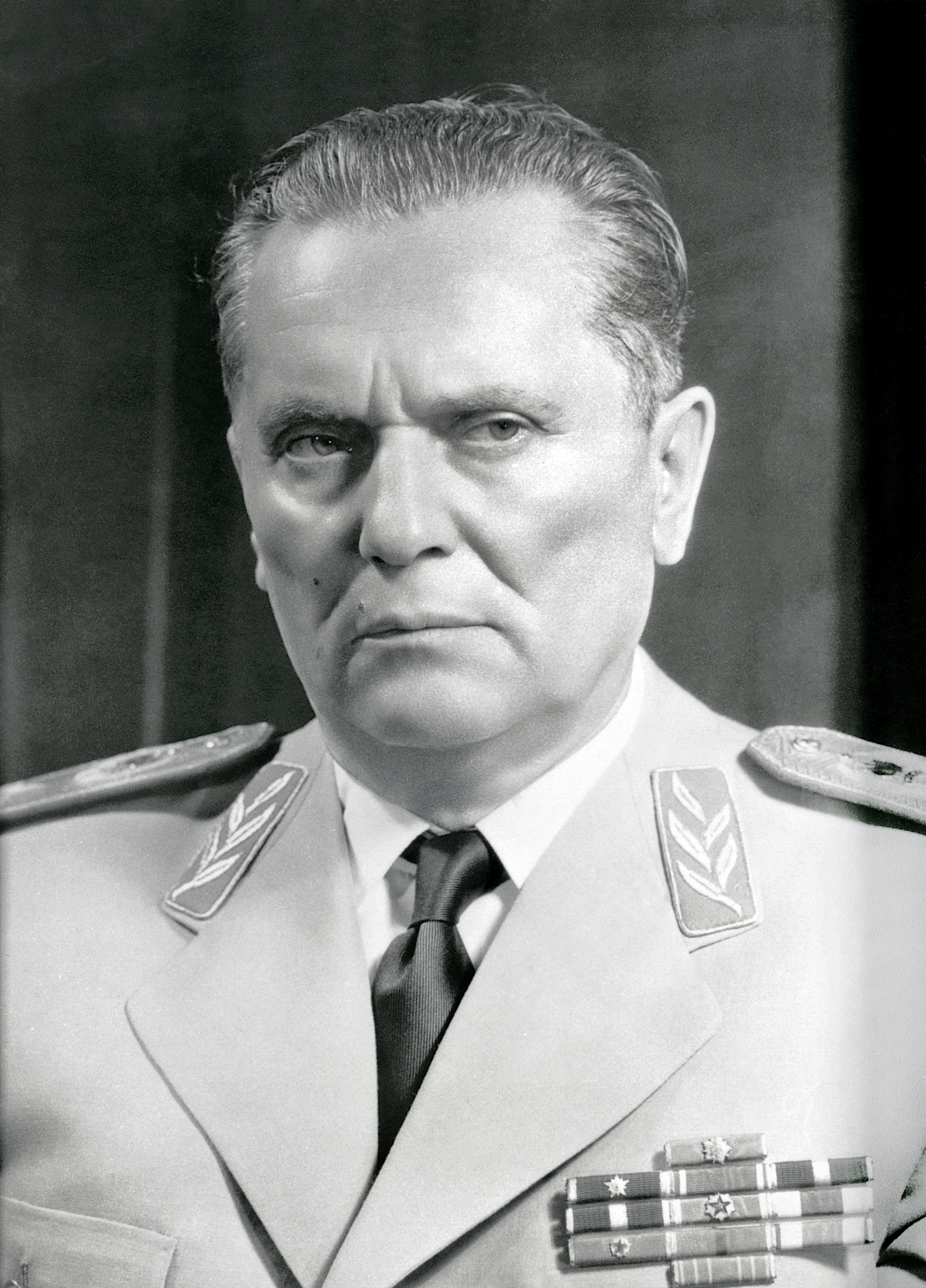
Josip Broz Tito

Durante la seconda guerra mondiale fu costituito il Consiglio antifascista di liberazione popolare della Jugoslavia che il 29 novembre 1943 decise di ricostituire uno Stato all'interno dei confini del vecchio regno, con l'aggiunta del Litorale sloveno (che già nel settembre del 1943 era stato proclamato dal Fronte di Liberazione del Popolo Sloveno parte integrante della Slovenia) e dell'Istria, che fu denominato Jugoslavia Democratica Federale in attesa del referendum con cui il popolo doveva scegliere se ripristinare la monarchia o creare una repubblica.
Josip Broz Tito venne nominato primo ministro. Finita la guerra e liberati i territori dall'occupazione nazifascista, furono indette elezioni in cui la Lega dei Comunisti di Jugoslavia ottenne la maggioranza dei voti. Il 29 novembre 1945 la monarchia venne definitivamente abolita e nacque la Repubblica Federativa Popolare di Jugoslavia, nome che mantenne fino al 1963 quando venne denominata Repubblica Socialista Federale di Jugoslavia.
Il maresciallo Tito, capo del governo, intraprese una politica di alleanza con l'Unione Sovietica e instaurò un regime di stampo socialista retto dalla Lega dei Comunisti di Jugoslavia. Dopo il 1948 ebbe inizio un progressivo allontanamento da Stalin, per poter governare liberamente l'economia del proprio paese e farla sviluppare. Dopo diversi dissidi con Mosca sulla politica estera e su quella interna, nel 1948 la Jugoslavia fu espulsa dal Cominform e ne restò fuori per sempre, uscendo definitivamente dall'orbita di influenza sovietica.
La Jugoslavia di Tito rimase un paese a economia pianificata, anche se nel 1950 Tito inaugurò una politica di autogestione dei lavoratori che fu alla base del sistema produttivo jugoslavo. Sul piano internazionale, Tito fondò nel 1956, col presidente egiziano Nasser e il primo ministro indiano Nehru, il Movimento dei paesi non allineati, criticò l'invasione della Cecoslovacchia e dell'Ungheria da parte degli eserciti del Patto di Varsavia e si propose come mediatore nel conflitto arabo-israeliano. Nel 1961, è il primo paese dichiaratamente socialista a partecipare all'Eurovision Song Contest. La politica interna fu caratterizzata da un forte accentramento del potere volto a stroncare ogni sussulto nazionalista e ogni riforma a livello locale, anche se, col passare degli anni, in Jugoslavia venivano fatti timidi passi verso un'economia più liberale, fino alla costituzione del 1974 che concesse larghissime autonomie alle repubbliche federate.

### Suddivisione amministrativa
La Repubblica Socialista Federale di Jugoslavia era divisa in 6 repubbliche e 2 province autonome:

Repubblica Socialista Federativa di Jugoslavia

| Nome | Capitale                   | Bandiera | Stemma |
| --- | -------------------------- | -------- | ------ |
| 1. Repubblica Socialista di Bosnia ed Erzegovina                                                                                  | Sarajevo                   |          |        |
| 2. Repubblica Socialista di Croazia                                                                                               | Zagabria                   |          |        |
| 3. Repubblica Socialista di Macedonia                                                                                             | Skopje                     |          |        |
| 4. Repubblica Socialista di Montenegro                                                                                            | Titograd                   |          |        |
| 5. Repubblica Socialista di Serbia 5a. Provincia Socialista Autonoma del Kosovo 5b. Provincia Socialista Autonoma della Voivodina | Belgrado Pristina Novi Sad |          |        |
| 6. Repubblica Socialista di Slovenia                                                                                              | Lubiana                    |          |        |

## Il processo di dissoluzione

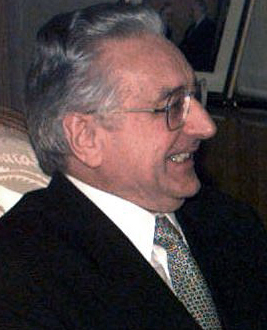
Franjo Tuđman

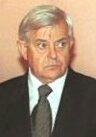
Milan Kučan

Il maresciallo Tito morì il 4 maggio 1980. Nel frattempo, la situazione economica si andava deteriorando, alimentando il divario tra le repubbliche di Slovenia e Croazia più ricche e il resto del Paese. Questa separazione economica incominciò a diventare una spinta verso una volontà indipendentista ispirata dai dirigenti politici locali. Nel 1981 in Kosovo si sviluppò un movimento che chiedeva la trasformazione della provincia autonoma in repubblica federata, richiesta fatta dalla maggioranza albanese e osteggiata dalla popolazione serba.

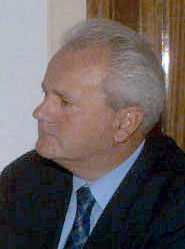
Slobodan Milošević

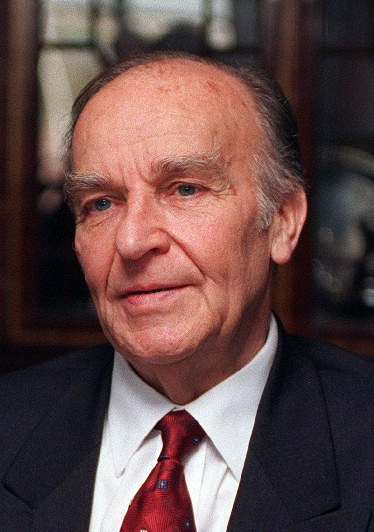
Alija Izetbegović, primo presidente della Repubblica di Bosnia ed Erzegovina

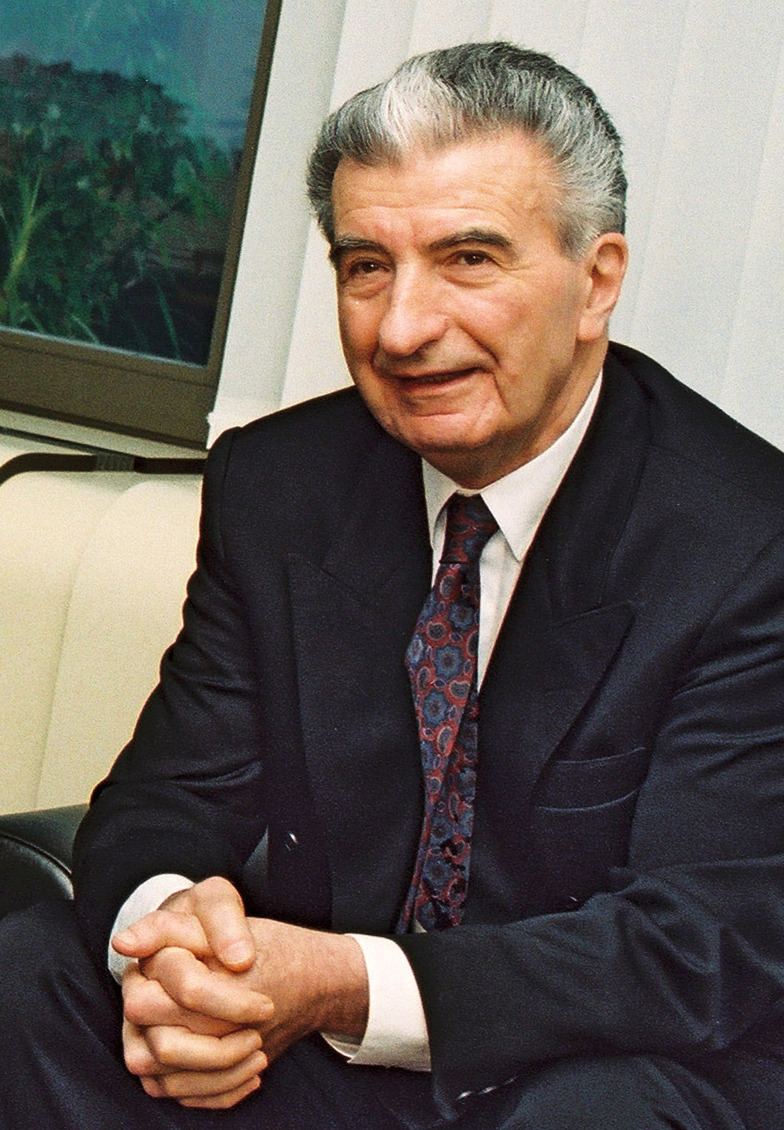
Kiro Gligorov, primo presidente della Repubblica di Macedonia

Nel 1990, a seguito del malcontento generale della popolazione dell'intera Jugoslavia, furono indette elezioni multipartitiche nelle sei repubbliche: in Croazia venne eletto il nazionalista Franjo Tuđman e in Slovenia il socialdemocratico Milan Kučan che appoggiarono immediatamente le rivendicazioni indipendentiste dei loro popoli; in Bosnia ed Erzegovina fu eletto il nazionalista musulmano Alija Izetbegović che auspicava un allentamento dei legami politici con la Jugoslavia; in Macedonia venne eletto il comunista Kiro Gligorov, favorevole a una futura indipendenza, e in Serbia fu confermato presidente il comunista Slobodan Milošević contrario al disfacimento della federazione e che revocò lo statuto di autonomia del Kosovo e della Voivodina per fermare le spinte centrifughe.
Nel 1991, Slovenia e Croazia si dichiararono indipendenti. Dal 26 giugno al 7 luglio venne combattuta una guerra tra l'esercito jugoslavo e l'armata territoriale slovena, che vide la resa dell'esercito federale. Dal 1991 al 1995 durò il conflitto tra l'esercito croato e la popolazione serba della Croazia, appoggiata dall'esercito jugoslavo, che si concluse con la vittoria croata. Nel 1992 anche la Bosnia-Erzegovina si dichiarò indipendente, e fino al 1995 la repubblica fu sconvolta da diversi conflitti che videro opposti musulmani e croati contro i serbi di Bosnia e musulmani contro croati di Bosnia, conclusisi con l'accordo di Dayton che sancì la creazione di una repubblica indipendente su base federale.
Nel settembre del 1991 anche la Macedonia si era dichiarata indipendente senza che ne scaturisse alcuna azione bellica, ma a tale dichiarazione seguirono battaglie tra albanesi e macedoni. Dopo la proclamazione dell'indipendenza di Slovenia, Croazia, Bosnia ed Erzegovina e Macedonia, lo Stato jugoslavo era limitato ai soli territori della Serbia e del Montenegro che decisero di rimanere uniti, dando vita, il 27 aprile 1992 alla Repubblica Federale di Jugoslavia.
Nel 1996 le tensioni nella provincia serba del Kosovo tra la maggioranza di etnia albanese e la minoranza serba si inasprirono. Fino al 1999 fu combattuto un conflitto tra l'organizzazione indipendentista albanese UÇK e la polizia appoggiata da forze paramilitari serbe, che si concluse, dopo quasi tre mesi di bombardamenti della NATO sulla Jugoslavia, con l'Accordo di Kumanovo che sancì il ritiro dell'esercito federale dalla provincia e la sua sostituzione con la forza internazionale KFOR, il mantenimento della sovranità jugoslava e l'amministrazione dell'ONU tramite l'UNMIK.
Il 3 settembre 2003 la Repubblica Federale di Jugoslavia cambiò denominazione in Unione Statale di Serbia e Montenegro. La federazione restò in vigore fino al 21 maggio 2006 quando venne sciolta dando vita ai due stati indipendenti di Serbia e Montenegro.
Secondo gli studi di Tim Judah, coniatore del termine "Jugosfera", i paesi dell'ex Iugoslavia si stanno riavvicinando sia economicamente che politicamente, come poi rievidenziato dagli studi della London School of Economics.

### Mappe storiche

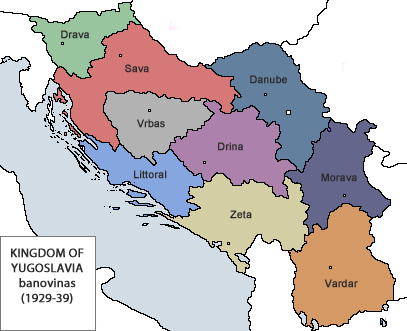
Suddivisione del Regno di Jugoslavia
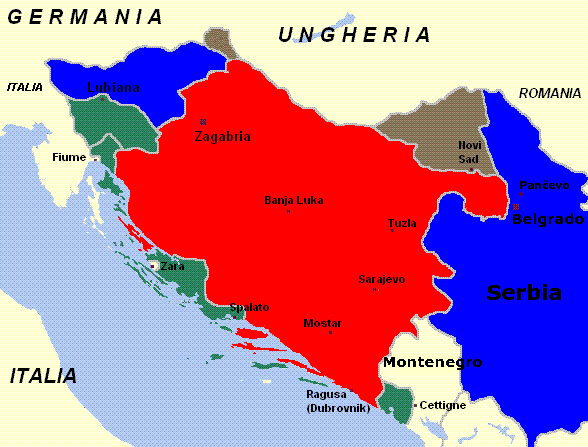
Divisione della Jugoslavia dopo la sua invasione da parte delle potenze dell'Asse.
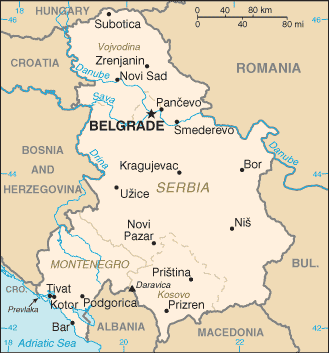
RF Jugoslava tra il 1992 e il 1999

### Mappe - bandiera

Jugoslavia neutrale
Regno di Jugoslavia
Repubblica Socialista Federale di Jugoslavia
Repubblica Federale di Jugoslavia con il Kosovo
Repubblica Federale di Jugoslavia/Serbia e Montenegro senza il Kosovo
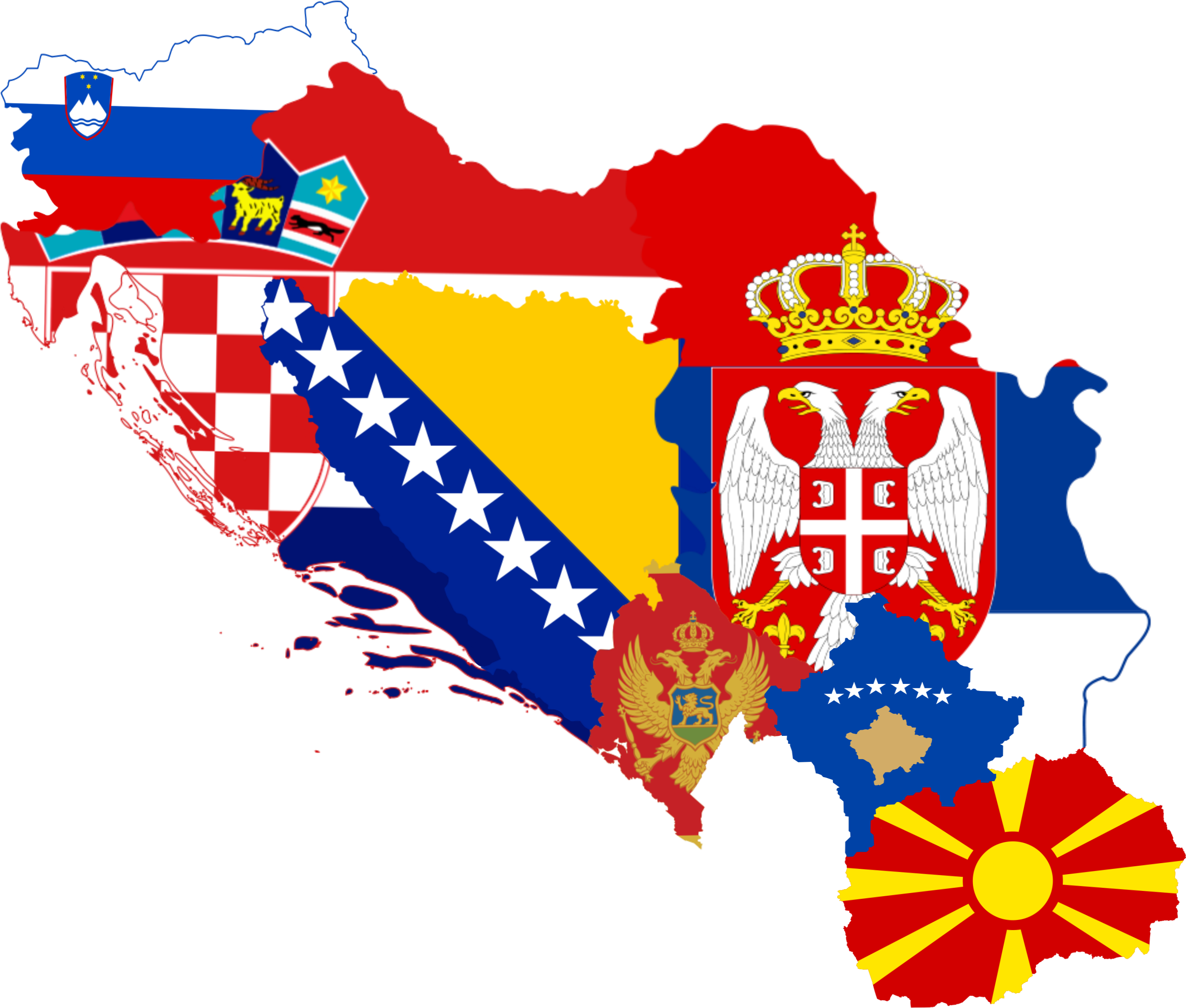
Ex Jugoslavia con il Kosovo

Disintegrazione della Jugoslavia:
Repubblica Socialista Federale di Jugoslavia (1945-1992)
Repubblica Federale di Jugoslavia (1992-2003)
Serbia e Montenegro (2003-2006)
Slovenia (1991-)
Croazia (1991-)
Macedonia (1991-)
Krajina Serba (1991-1995/96)
Bosnia ed Erzegovina (1992-1998)
Erzeg-Bosnia Croata (1992-1994)
Repubblica Serba di Bosnia ed Erzegovina (1995-)
Linea di confine fra le due entità (IEBL)
Federazione di Bosnia ed Erzegovina (1994-)
UNTAES (1996-1998)
Montenegro (2006-)
Serbia (2006-)
Kosovo (2008-)

     Repubblica Socialista Federale di Jugoslavia (1945-1992)
     Repubblica Federale di Jugoslavia (1992-2003)
     Serbia e Montenegro (2003-2006)
     Slovenia (1991-)
     Croazia (1991-)
     Macedonia (1991-)
     Krajina Serba (1991-1995/96)
     Bosnia ed Erzegovina (1992-1998)
     Erzeg-Bosnia Croata (1992-1994)
     Repubblica Serba di Bosnia ed Erzegovina (1995-)
     Linea di confine fra le due entità (IEBL)
     Federazione di Bosnia ed Erzegovina (1994-)
     UNTAES (1996-1998)
     Montenegro (2006-)
     Serbia (2006-)
     Kosovo (2008-)

## Bandiere e stemmi
| Nome                                                            | Bandiera | Stemma |
| --------------------------------------------------------------- | -------- | ------ |
| Regno dei Serbi, dei Croati e degli Sloveni Regno di Jugoslavia |          |        |
| Repubblica Socialista Federale di Jugoslavia                    |          |        |
| Repubblica Federale di Jugoslavia Serbia e Montenegro           |          |        |

## Stati successivi
Dopo le guerre e i rivolgimenti politici che hanno portato al dissolvimento della Jugoslavia, l'area dei Balcani e della regione geografica dell'Adria è suddivisa nei seguenti 7 Stati sovrani (o parzialmente sovrani):
| Numero | Nome                                       | Capitale  | Bandiera | Stemma |
| ------ | ------------------------------------------ | --------- | -------- | ------ |
| 1      | Bosnia ed Erzegovina                       | Sarajevo  |          |        |
| 2      | Croazia                                    | Zagabria  |          |        |
| 3      | Macedonia del Nord                         | Skopje    |          |        |
| 4      | Montenegro                                 | Podgorica |          |        |
| 5      | Serbia                                     | Belgrado  |          |        |
| 6      | Slovenia                                   | Lubiana   |          |        |
| 7      | Repubblica del Kosovo (territorio conteso) | Pristina  |          |        |